# Niewiarygodna kradzież
Niewiarygodna kradzież (ang. The Incredible Theft) – jedna z przygód Herculesa Poirot, napisana przez Agathę Christie, wydana w książce Morderstwo w zaułku. W 1989 roku powstała ekranizacja powieści – odcinek serialu Poirot, w której rolę detektywa zagrał David Suchet.
Minister do spraw uzbrojenia, lord Mayfield, zaprasza do swojej rezydencji kilka osób, w tym kobietę o dość wątpliwej reputacji, która najprawdopodobniej działa dla niemieckiego wywiadu. Nocą lord Mayfield odkrywa, że plany najnowszego samolotu zniknęły. Jego przyjaciel doradza, aby sprawę powierzyć znanemu detektywowi, Herkulesowi Poirot.